# Royal Rumble 2002
Royal Rumble 2002 è stata la quindicesima edizione dell'omonimo pay-per-view prodotto annualmente dalla World Wrestling Federation. L'evento si è svolto il 20 gennaio 2002 alla Philips Arena di Atlanta (Georgia).

## Storyline
Il primo partecipante per il royal rumble match ad essere annunciato fu Steve Austin, il quale si inserì personalmente nell'omonimo match durante la puntata di Raw del 7 gennaio 2002, seguito dal rientrante Triple H e da Kurt Angle.
Il 9 dicembre 2001, a Vengeance, Chris Jericho conquistò il World Championship (sconfiggendo il campione The Rock) e, successivamente, anche il WWF Championship (sconfiggendo il campione "Stone Cold" Steve Austin grazie all'intervento di Booker T), unificando così i due titoli nell'Undisputed WWF Championship per diventare il campione indiscusso. Nella puntata di SmackDown del 3 gennaio 2002 The Rock sconfisse Booker T, diventando il contendente n°1 al titolo di Jericho. Un match tra Jericho e The Rock con in palio l'Undisputed WWF Championship fu quindi sancito per la Royal Rumble.
Nella puntata di Raw del 19 novembre Ric Flair tornò nella World Wrestling Federation dopo otto anni dall'ultima apparizione, dichiarando di aver acquistato il 50% del capitale della federazione da Stephanie e Shane McMahon per diventarne quindi il co-proprietario alla pari di Vince McMahon (kayfabe). Nella puntata di Raw del 7 gennaio, dopo continui contrasti e vicissitudini tra i due, Vince sfidò Flair ad uno Street Fight per la Royal Rumble.
A Vengeance, Edge difese con successo l'Intercontinental Championship contro William Regal. Nella puntata di Raw del 10 dicembre Regal colpì però Edge con un tirapugni dopo che questi lo aveva pesantemente deriso. Nella puntata di SmackDown del 13 dicembre Edge si vendicò, eseguendo una Edgecution su Regal sopra una sedia d'acciaio e rompendogli così il naso (kayfabe). Nella puntata di Raw del 7 gennaio Regal assalì brutalmente Edge, colpendolo nuovamente con un tirapugni. Un match tra i due con in palio l'Intercontinental Championship fu quindi sancito per la Royal Rumble.
Nella puntata di SmackDown del 27 dicembre Jazz attaccò brutalmente la Women's Champion Trish Stratus dopo che quest'ultima aveva sconfitto Molly Holly. Nella puntata di Raw del 14 gennaio Jazz sconfisse Jacqueline per diventare la contendente n°1 al titolo della Stratus. Un match tra Jazz e la Stratus con in palio il Women's Championship fu quindi annunciato per la Royal Rumble. In seguito Jacqueline fu nominata come arbitro speciale dell'incontro tra le due.
Nella puntata di Raw del 7 gennaio Spike Dudley e Tazz sconfissero i Dudley Boyz (Bubba Ray Dudley e D-Von Dudley) in un Hardcore Tag Team match, conquistando così il WWF Tag Team Championship per la prima volta. Un rematch tra i due team con in palio i titoli di coppia fu poi sancito per la Royal Rumble.

## Evento

### Match preliminari
Il primo match della serata fu quello valevole per il WWF Tag Team Championship tra la coppia campione Tazz e Spike Dudley e quella sfidante formata dai Dudley Boyz (Bubba Ray Dudley e D-Von Dudley). I Dudley Boyz dominarono l'inizio della contesa, con Bubba Ray che staccò il collarino cervicale che Spike portava al collo. Spike riuscì, poi, ad eseguire una Dudley Dog ai danni di Bubba Ray, ma non fece in tempo a schienarlo. Mentre l'arbitro era impegnato a discutere con Tazz, i Dudley Boyz attaccarono Spike. In seguito, Spike riuscì a dare il cambio a Tazz e quest'ultimo iniziò a dominare il match. Stacy Keibler (valletta dei Dudleys) interferì per distrarre Tazz e Spike permettendo a Bubba Ray e D-Von di gettarli all'esterno del ring. Nel finale, Tazz rientrò sul ring e applicò la Tazzmission su D-Von forzandolo alla sottomissione per vincere la contesa e mantenere i titoli di coppia.
Il match successivo fu quello valevole per il WWF Intercontinental Championship tra il campione Edge e lo sfidante William Regal. Prima dell'inizio del match, l'arbitro trovò un tirapugni all'interno del ring attire di Regal e, dato ciò, glielo sequestrò. Dopo un lungo batti e ribatti, Regal gettò Edge all'esterno del ring. Rientrati sul quadrato, Regal intrappolò Edge nella Regal Stretch, ma Edge riuscì a liberarsi dalla presa afferrando le corde del ring. Edge tentò, in seguito, di eseguire una Spear, ma Regal spinse l'arbitro addosso a Edge. Con l'arbitro a terra, Regal prese un altro paio di tirapugni e lo utilizzò per colpire Edge in pieno volto per poi schienarlo. L'arbitro si riprese e contò lo schienamento decisivo, che permise a Regal di vincere l'incontro e di conquistare il titolo.
Il terzo match fu quello valevole per il WWF Women's Championship, con Jacqueline come arbitro speciale, tra la campionessa Trish Stratus e la sfidante Jazz. Il match iniziò con Jazz in controllo, la quale si concentrò sull'attaccare la mano sinistra già infortunata di Trish. Jazz si confrontò, poi, con Jacqueline e le due iniziarono a spingersi a vicenda. Trish cercò, così, di eseguire un bulldog ai danni di Jazz, ma quest'ultima contrattaccò effettuando una Snap DDT su Trish. Nel finale, Trish bloccò un attacco all'angolo di Jazz e la colpì con un bulldog per poi schienarla per mantenere il titolo femminile.
L'incontro che seguì fu lo Street Fight tra Ric Flair e Mr. McMahon. Il match iniziò con Flair che si portò in vantaggio su McMahon eseguendo delle knife edge chops. McMahon attaccò, poi, Flair con diversi oggetti contundenti per poi lanciarlo contro il paletto del ring e contro i gradoni d'acciaio, posti all'esterno del quadrato. McMahon applicò, in seguito, la figure-four leglock sullo stesso Flair, ma quest'ultimo rovesciò la presa. McMahon riuscì a liberarsi dalla presa afferrando le corde del ring per poi rifugiarsi all'esterno del quadrato. Flair colpì, nel seguente ordine, McMahon con un low-blow, con un monitor del tavolo dei commentatori e con un tubo di piombo per poi rigettarlo nel ring. Flair intrappolò McMahon nella figure-four leglock forzandolo alla sottomissione per vincere questo duro match.

### Match principali
Il quinto match fu quello valevole per l'Undisputed WWF Championship tra il campione Chris Jericho e lo sfidante The Rock. Il match iniziò con Jericho in controllo della contesa, il quale rimosse l'imbottitura di un tenditore delle corde. Jericho tentò di applicare la Walls of Jericho su The Rock, ma quest'ultimo riuscì a sfuggire alla presa. Jericho continuò a controllare il match, finché The Rock non eseguì un superplex dalla terza corda del ring, seguito da un overhead belly to belly suplex. Jericho si riprese, poi, effettuando due Lionsault ai danni di The Rock. Il Great One contrattaccò, in seguito, un missile dropkick di Y2J per poi intrappolarlo nella Sharpshooter. Mentre Jericho stava per cedere alla presa, Lance Storm e Christian interferirono per distrarre l'arbitro, il quale non poté dunque vedere la resa di Jericho. The Rock fu costretto a lasciare la presa per tentare di attaccare Storm e Christian, ma Jericho ne approfittò per atterrare The Rock con una Rock Bottom. Il campione in carica provò, poi, a eseguire un People's Elbow su The Rock, ma quest'ultimo reagì lanciando Jericho all'esterno del ring. The Rock effettuò, in seguito, una Rock Bottom su Jericho attraverso il tavolo dei commentatori, mandandolo in frantumi. Dopo essere rientrati sul quadrato, Jericho evitò una Rock Bottom di The Rock rinchiudendo il Great One nella Walls of Jericho. The Rock riuscì a liberarsi dalla presa di sottomissione afferrando le corde del ring per poi colpire accidentalmente l'arbitro; ciò consentì a Y2J di colpire lo stesso The Rock al volto con il titolo. Jericho esortò, poi, Nick Patrick (arbitro heel nell'ambito della storyline) a salire sul ring per arbitrare il match e per contare lo schienamento. Patrick arrivò sul quadrato, ma The Rock si riprese ed eseguì una DDT su Jericho. Tuttavia, Patrick si rifiutò di contare lo schienamento di The Rock su Jericho causando l'ira del Great One, che colpì Patrick mettendolo KO per poi effettuare una Rock Bottom e un People's Elbow ai danni di Jericho. Dato ciò, The Rock provò a risvegliare l'arbitro originale del match, messo KO da lui stesso in precedenza, ma Jericho colpì The Rock con un low-blow per poi lanciarlo contro il tenditore delle corde esposto ad inizio incontro. L'arbitro originale si riprese e Jericho schienò The Rock facendo illegalmente leva sulle corde per vincere il match e mantenere il titolo.
Il main event dell'evento fu il Royal Rumble match. Il match iniziò con Rikishi e Goldust, i quali entrarono rispettivamente per primo e per secondo. Dopo che Rikishi attaccò Goldust all'angolo, Big Boss Man (numero #3) entrò sul ring, ma egli fu poi attaccato da Rikishi. Dopo l'entrata di Bradshaw (numero #4), Rikishi eseguì lo Stink Face su Boss Man per poi colpirlo con il Savate Kick ed eliminarlo dal match. Dopo che Bradshaw eseguì una powerbomb su Goldust, Lance Storm (numero #5) arrivò sul ring e attaccò Goldust. I seguenti entranti furono Al Snow (numero #6) e Billy (numero #7). Dopo l'entrata di Billy, Storm e Snow iniziarono a combattere sull'apron ring, dove Snow eliminò Storm dopo l'esecuzione di un superkick. Intanto che Bradshaw stava per eliminare Goldust, Billy sorprese Bradshaw e lo gettò oltre la terza corda, eliminandolo dal match. In seguito, l'Hardcore Champion The Undertaker (numero #8) si presentò sul quadrato e colpì Billy con la Chokeslam per poi eliminare Goldust dopo l'esecuzione di una Chokeslam oltre la terza corda. The Undertaker fece poi piazza pulita eliminando anche Snow, Rikishi e Billy rimanendo, dunque, da solo sul ring. I successivi entranti furono Matt Hardy (numero #9) e Jeff Hardy (numero #10) che, insieme a Lita, attaccarono The Undertaker, ma quest'ultimo eliminò sia Matt che Jeff. Dopo essere stati eliminati, Matt e Jeff rientrarono sul ring per attaccare ancora The Undertaker, ma l'American Badass li rigettò fuori dal quadrato. Tale distrazione da parte degli Hardy Boyz permise a Maven (numero #11) di eliminare The Undertaker con un dropkick, tra lo stupore e l'incredulità generale. The Undertaker, adirato per l'eliminazione subita, rientrò sul ring ed eliminò Maven per poi attaccarlo brutalmente con una sedia d'acciaio. Dopo essere stato eliminato, The Undertaker attaccò anche Scotty 2 Hotty (numero #12) per poi focalizzarsi ancora su Maven. Mentre il match continuò sul ring con Scotty e l'European Champion Christian (numero #13), The Undertaker continuò a malmenare Maven per tutta l'arena, finché non lo gettò attraverso una macchina per popcorn. Dopo l'entrata di Diamond Dallas Page (numero #14), Scotty eseguì il Worm su Christian, però DDP eliminò poi Scotty dal match. I seguenti entranti furono Chuck (numero #15) e The Godfather (numero #16). Dopo l'entrata di The Godfather, Christian eliminò DDP. Successivamente, Albert (numero #17) entrò sul ring e dopo che tentò di eliminare The Godfather, Christian e Chuck unirono le forze per eliminare Albert. Dopodiché, Christian e Chuck eliminarono anche The Godfather dopo l'esecuzione di una double clothesline. Prima dell'entrata di Perry Saturn (numero #18), Christian attaccò Chuck andando, così, a terminare la loro alleanza. Poco dopo, Steve Austin (numero #19) arrivò sul ring e fece piazza pulita eliminando Christian, Chuck e Saturn. Dato che rimase da solo sul ring, Austin riportò sul quadrato i già eliminati Christian e Chuck per colpirli con la Stone Cold Stunner per poi rigettarli oltre la terza corda, in modo tale da perdere tempo. I due successivi entranti furono Val Venis (numero #20) e Test (numero #21), ma entrambi vennero poi eliminati da Austin. A questo punto del match, l'incontro vide il ritorno dopo l'infortunio al quadricipite di Triple H (numero #22), che entrò sul ring affrontando Austin. I due ingaggiarono una lotta eliminando The Hurricane (numero #23) e Faarooq (numero #24), entrati sul ring nel frattempo. All'entrata di Mr. Perfect (numero #25) il clima cambiò e il ring tornò a popolarsi con le entrate di Kurt Angle (numero #26), Big Show (numero #27) e Kane (numero #28). Una volta entrato, Kane battagliò con Big Show e lo eliminò dopo averlo gettato oltre la terza corda con una powerslam. Dopo aver eliminato Big Show, Kane fu colpito dalla Stone Cold Stunner di Austin per poi essere eliminato da Angle. In seguito, Rob Van Dam (numero #29) arrivò sul ring ed eseguì la Five Star Frog Splash su Angle per poi attaccare tutti gli altri partecipanti ed eseguire il Rolling Thunder su Austin. Tuttavia, Van Dam fu poi colpito dal Pedigree di Triple H. L'ultimo entrante fu Booker T (numero #30), che eliminò Van Dam dalla contesa, salvo poi essere subito eliminato da Austin dopo l'esecuzione della Stone Cold Stunner. Gli ultimi quattro a rimanere sul quadrato furono Austin, Triple H, Angle e Perfect. Intanto che Austin stava cercando di eliminare Perfect, Angle eliminò a sorpresa Austin, che lasciò poi incredulo l'arena dopo aver colpito tutti e tre con una sedia d'acciaio. A quel punto, con ancora tre atleti sul ring, iniziò la sfida tra Angle e Perfect, ma Triple H si intromise ed eliminò Perfect. Rimasero The Game e The Olimpic Hero. Scambio di colpi, big boot e suplex di Angle su Triple H. Mentre Angle stava già festeggiando, credendo di aver eliminato Triple H, quest'ultimo gli arrivò alle spalle eliminandolo, vincendo così il Royal Rumble match.

## Risultati
| # | Incontri                                                | Stipulazioni                                                                      | Durata   |
| - | ------------------------------------------------------- | --------------------------------------------------------------------------------- | -------- |
| 1 | Spike Dudley e Tazz (c) hanno sconfitto The Dudley Boyz | Tag team match per il WWF Tag Team Championship                                   | 05:06    |
| 2 | William Regal ha sconfitto Edge (c)                     | Single match per il WWF Intercontinental Championship                             | 09:45    |
| 3 | Trish Stratus (c) ha sconfitto Jazz                     | Single match per il WWF Women's Championship con Jacqueline come arbitro speciale | 03:43    |
| 4 | Ric Flair ha sconfitto Vince McMahon                    | Street fight match                                                                | 14:55    |
| 5 | Chris Jericho (c) ha sconfitto The Rock                 | Single match per l'Undisputed WWF Championship                                    | 18:48    |
| 6 | Triple H ha vinto eliminando per ultimo Kurt Angle      | Royal Rumble match                                                                | 01:09:22 |

### Royal rumble match

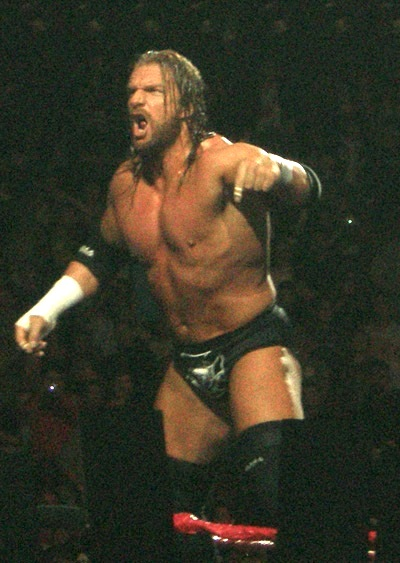
Triple H, vincitore del Royal rumble match

– Vincitore
| #   | Superstar           | Ordine | Eliminato da            | Tempo | N° eliminazioni |
| --- | ------------------- | ------ | ----------------------- | ----- | --------------- |
| 1°  | Rikishi             | 6°     | The Undertaker          | 13:39 | 1               |
| 2°  | Goldust             | 4°     | The Undertaker          | 13:00 | 0               |
| 3°  | Big Boss Man        | 1°     | Rikishi                 | 03:05 | 0               |
| 4°  | Bradshaw            | 3°     | Billy                   | 07:17 | 0               |
| 5°  | Lance Storm         | 2°     | Al Snow                 | 04:46 | 0               |
| 6°  | Al Snow             | 5°     | The Undertaker          | 05:12 | 1               |
| 7°  | Billy               | 7°     | The Undertaker          | 03:37 | 1               |
| 8°  | The Undertaker      | 10°    | Maven                   | 07:40 | 7               |
| 9°  | Matt Hardy          | 9°     | The Undertaker          | 04:16 | 0               |
| 10° | Jeff Hardy          | 8°     | The Undertaker          | 01:30 | 0               |
| 11° | Maven               | 11°    | The Undertaker          | 03:34 | 1               |
| 12° | Scotty 2 Hotty      | 12°    | Diamond Dallas Page     | 02:36 | 0               |
| 13° | Christian           | 16°    | Steve Austin            | 12:14 | 3               |
| 14° | Diamond Dallas Page | 13°    | Christian               | 05:15 | 1               |
| 15° | Chuck               | 17°    | Steve Austin            | 09:04 | 2               |
| 16° | The Godfather       | 15°    | Christian e Chuck       | 01:48 | 0               |
| 17° | Albert              | 14°    | Christian e Chuck       | 00:48 | 0               |
| 18° | Perry Saturn        | 18°    | Steve Austin            | 02:57 | 0               |
| 19° | Steve Austin        | 27°    | Kurt Angle              | 26:46 | 7               |
| 20° | Val Venis           | 19°    | Steve Austin            | 02:58 | 0               |
| 21° | Test                | 20°    | Steve Austin            | 01:42 | 0               |
| 22° | Triple H            | —      | Vincitore               | 23:14 | 4               |
| 23° | The Hurricane       | 21°    | Steve Austin e Triple H | 00:39 | 0               |
| 24° | Faarooq             | 22°    | Triple H                | 00:36 | 0               |
| 25° | Mr. Perfect         | 28°    | Triple H                | 15:18 | 0               |
| 26° | Kurt Angle          | 29°    | Triple H                | 16:09 | 2               |
| 27° | Big Show            | 23°    | Kane                    | 02:45 | 0               |
| 28° | Kane                | 24°    | Kurt Angle              | 01:02 | 1               |
| 29° | Rob Van Dam         | 25°    | Booker T                | 02:12 | 0               |
| 30° | Booker T            | 26°    | Steve Austin            | 00:33 | 1               |